# کاندیسیدین
کاندیسیدین (انگلیسی: Candicidin) یک ترکیب ضد قارچی است که از Streptomyces griseus به دست می‌آید و در برابر برخی از قارچ‌ها از جمله کاندیدا آلبیکنس فعال است. کاندیسیدین به صورت داخل واژینال در درمان کاندیدیاز ولوواژینال تجویز می‌شود.